# IC 4652
IC 4652 ist eine Spiralgalaxie vom Hubble-Typ Sb im Sternbild Altar am Südsternhimmel. Sie ist schätzungsweise 177 Millionen Lichtjahre von der Milchstraße entfernt.
Das Objekt wurde am 20. Juli 1903 von Royal Harwood Frost entdeckt.